# Jason Michaels
Jason Drew Michaels (né le 4 mai 1976 à Tampa, Floride, États-Unis) est un voltigeur de la Ligue majeure de baseball. Il est présentement agent libre.

## Carrière

### Scolaire et universitaire
Jason Michaels est issue d'une famille sportive avec un grand-père, John Michaels, joueur des Red Sox de Boston et un père quarterback des West Virginia Mountaineers. Il suit les cours de la Jesuit High School de Tampa où il brille dans l'équipe de baseball. Dès sa sortie du lycée, il est drafté par les Padres de San Diego (1994), mais préfère poursuivre ses études à l'université. Il opte d'abord pour le Okaloosa-Walton Community College avec lequel il frappe .421 de moyenne au bâton pour 9 coups de circuit et 45 points produits. Drafté par les Devil Rays de Tampa Bay (1996), il repousse l'offre et poursuit ses études à l'Université de Miami. Avec les Miami Hurricanes, il signe en deux saisons (1997-1998) une moyenne au bâton de ,396 (3e meilleur total de l'histoire des Hurricanes[réf. nécessaire]), avec 34 coups de circuit (10e) et 154 points produits.

### Professionnelle
Les Cardinals de Saint-Louis drafte le joueur en 1997, mais Michaels ne donne pas de suite. Il accepte finalement l'offre des Phillies de Philadelphie qui le drafte en 1998. Il signe son premier contrat professionnel le 19 juin 1998.
Entre 1998 et 2001, Michaels complète sa formation au sein des clubs écoles de l'organisation des Phillies jouant successivement pour les Batavia Muckdogs, les Clearwater Phillies, les Reading Phillies puis les Scranton/Wilkes-Barre Red Barons. Durant cette période, il prend part à 424 matches de Ligues mineures pour une moyenne au bâton de .282, 52 coups de circuit et 264 points produits.
Il joue principalement avec les Red Barons en 2001, mais fait ses débuts en Ligue majeure le 6 avril 2001 sous l'uniforme des Phillies. Il rejoint ensuite l'effectif actif de la franchise à partir de la saison 2002.
Le 3 juillet 2005, Michaels est arrêté par la police après une bagarre dans une discothèque : Jason a boxé un policier de Philadelphie. Il passe une nuit au poste de police avant d'être libéré au matin. Il est condamné à 100 heures de travaux d'intérêt général avec six mois de mise à l'épreuve.  
Michaels change d'air après cet incident et est échangé aux Indians de Cleveland le 27 janvier 2006 contre le lanceur de relève Arthur Rhodes. Jason remplace Coco Crisp au champ gauche en 2006 mais connaît des difficultés pour affronter des lanceurs droitiers. David Dellucci est alors recruté pour compenser ce point faible, mais Michaels reste titulaire du poste.
Après un début de saison 2008 en demi-teinte, il est transféré chez les Pirates de Pittsburgh le 8 mai 2008 puis signe chez les Astros de Houston pendant l'hiver 2008. Après trois saisons chez les Astros, il signe en décembre 2011 un contrat des ligues mineures avec les Nationals de Washington. Il est libéré par les Nationals le 29 mars 2012 vers la fin de l'entraînement de printemps.